# Ваццола
Ваццола (итал. Vazzola) — коммуна в Италии, располагается в провинции Тревизо области Венеция.
Население составляет 6783 человека (на 2004 г.), плотность населения составляет 246 чел./км². Занимает площадь 26 км². Почтовый индекс — 31028. Телефонный код — 0438.
Покровителем коммуны почитается святой Иоанн Креститель, празднование 24 июня.
Соседние коммуны: Чимадольмо, Фонтанелле, Марено-ди-Пьяве, Сан-Поло-ди-Пьяве.